# Aplanon axe tero
Aplanon axe tero (pol. Nieboskłon wozem przemierzam) –  średniowieczny wiersz w języku łacińskim na cześć arcybiskupa Piotra, zawarty w Kronice Wincentego Kadłubka.
Wiersz, mający charakter panegiryku, znajduje się w księdze czwartej w rozdziale 17 Kroniki. Tekst wychwala w wyszukany sposób cnoty Piotra oraz zasługi dla Kościoła. Utwór składa się z 6 dystychów elegijnych (12 wersów), zbudowanych z heksametrów i pentametrów. Wersy zawierają rymy łączące cezurę (lub dierezę) z klauzulą.